# Musée de la vigne et du vin
Un musée de la vigne et du vin a pour but d'exposer au public tout ce qui a eu trait à la viticulture et à la vinification. Ces musées sont présents dans les cinq continents. On distingue d'une part ceux qui exposent uniquement les objets de la préhistoire ou de l'antiquité consacrés à l'élaboration des premiers vins ou des vins antiques. Depuis les années 1950, une seconde sorte de musée s'est développée. Ces musées se sont multipliés dans de nombreuses localités ayant eu une fonction viti-vinicole avant le phylloxéra ou qui ont réussi à la préserver. Ils se sont tournés vers l'exposition et la mise en valeur du matériel de vinification de l'époque, le plus souvent en y ajoutant des outils vignerons et les premiers appareils de traitement de la vigne. Ces expositions couvrent dans leur majorité une période entre le XVIIIe siècle et le XXe siècle. 

## Europe

### Allemagne

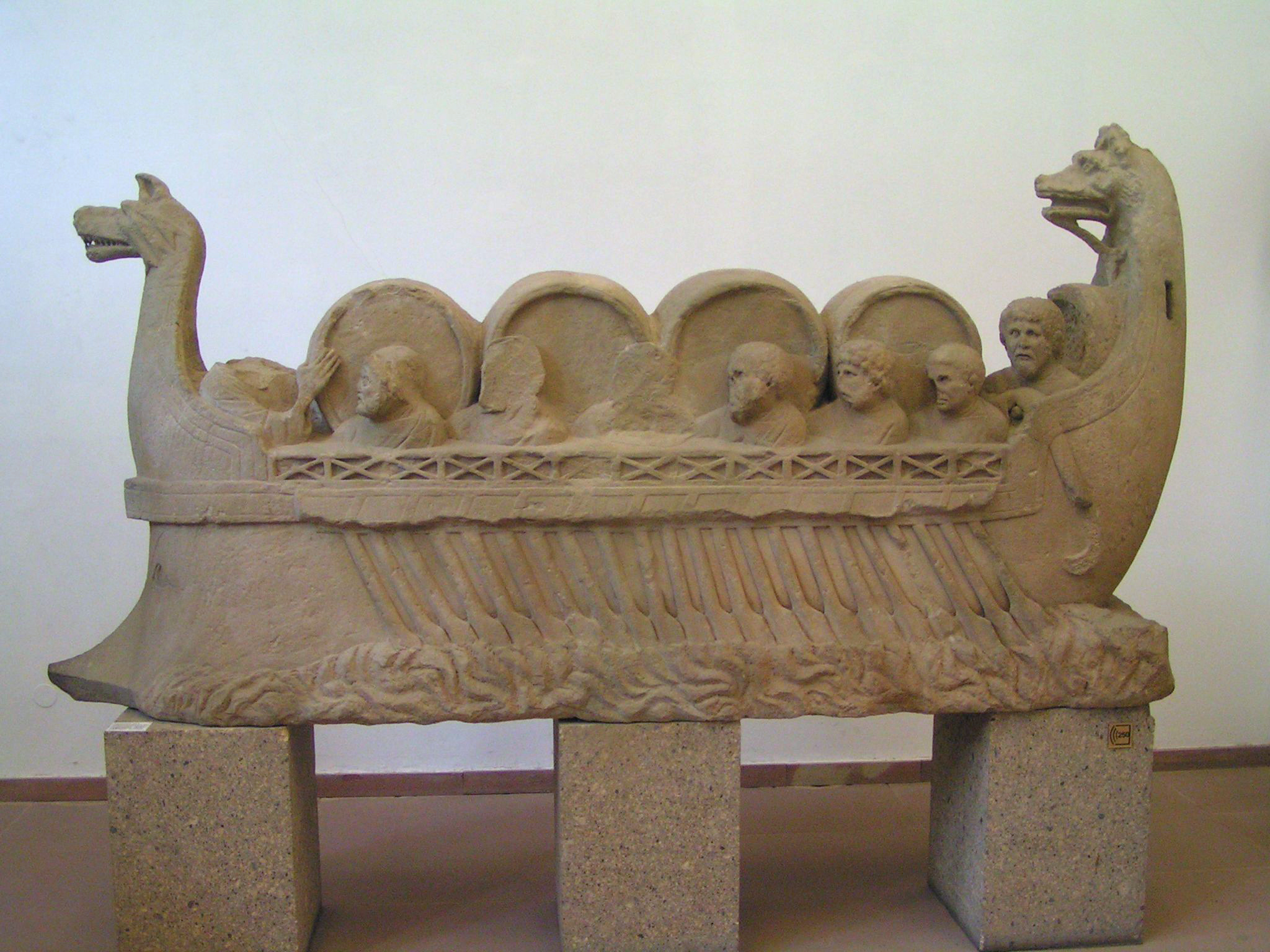
Tonneaux sur le bateau de Neumagen (vers 220).

- Le Musée archéologique, à Trèves. Nombreux témoignages sur le commerce du vin sur la Moselle avec en particulier le bateau de Neumagen.
- Le Musée de la culture du vin, à Deidesheim[2]
- Le Musée des vins de la Moselle, à Bernkastel-Kues.
- Le Musée de la culture et de la civilisation du vin, à Heidenheim (Palatinat)
- Le Musée du Vin, à Ehnen
- Le Musée allemand du vin, à Oppenheim
- Le Musée d'histoire du vin, à Riedisheim (Hesse)

### Belgique
- Bibliothèque et musée de la Gourmandise à La Rawète[3], sur la commune de Hermalle-sous-Huy. Bibliothèque et musée sont consacrés à l'histoire de la gastronomie avec une importante section viti-vinicole[4]. Sa bibliothèque, avec plus de 20 000 ouvrages, représente la plus importante collection de livres de gastronomie de Belgique et l'une des vingt plus grandes d'Europe[5].

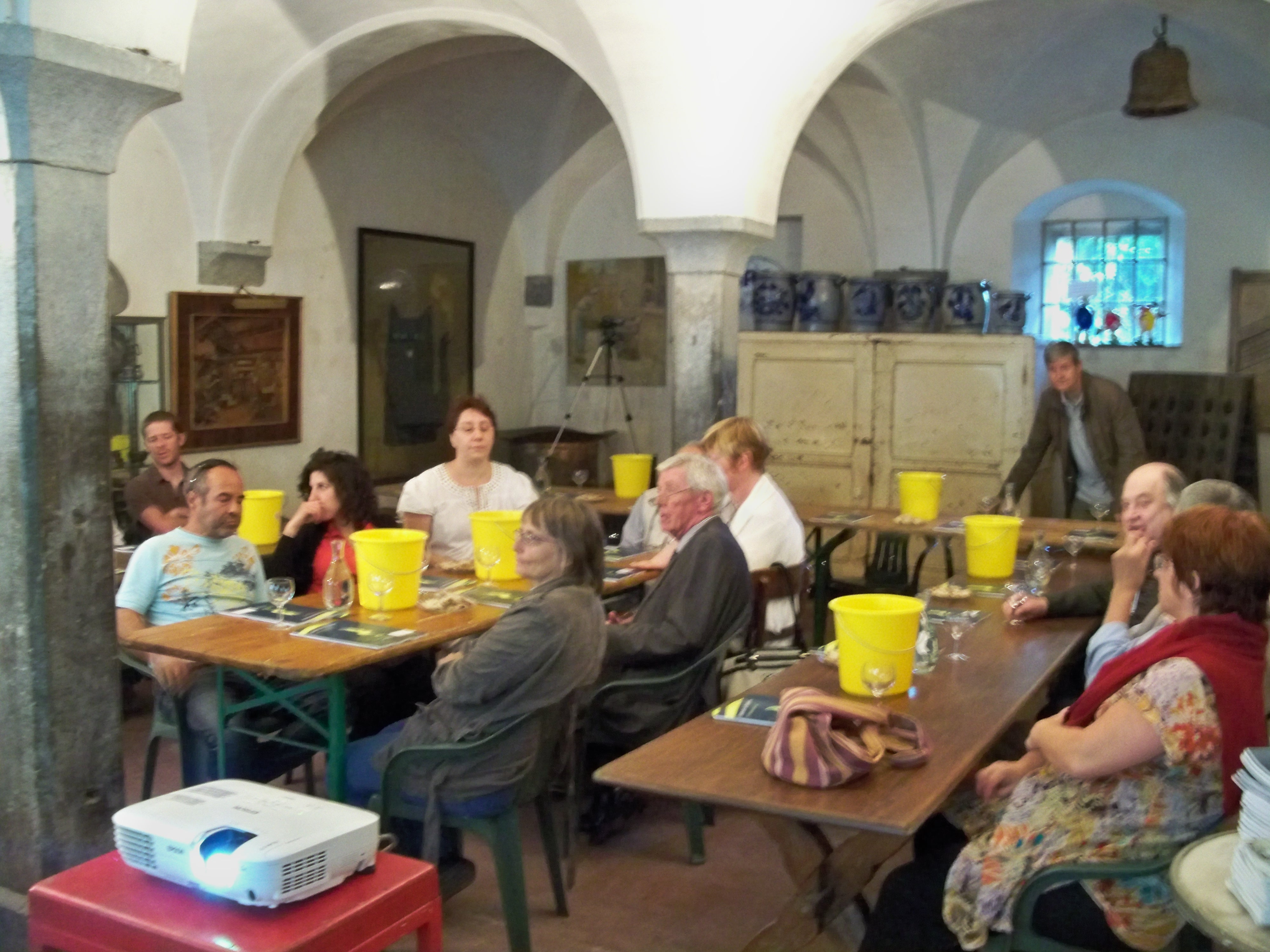
Dégustation des vins de la vallée du Rhône au Musée de la Gourmandise en août 2012
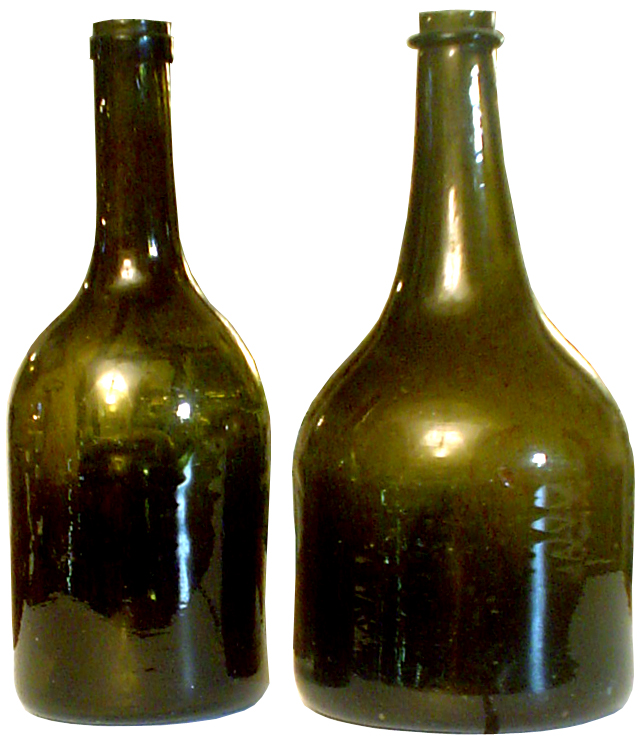
Deux bouteilles à vin de Meuse, dites « voleuses », au Musée de la Gourmandise, Hermalle-sous-Huy, Belgique, XVIIIe siècle
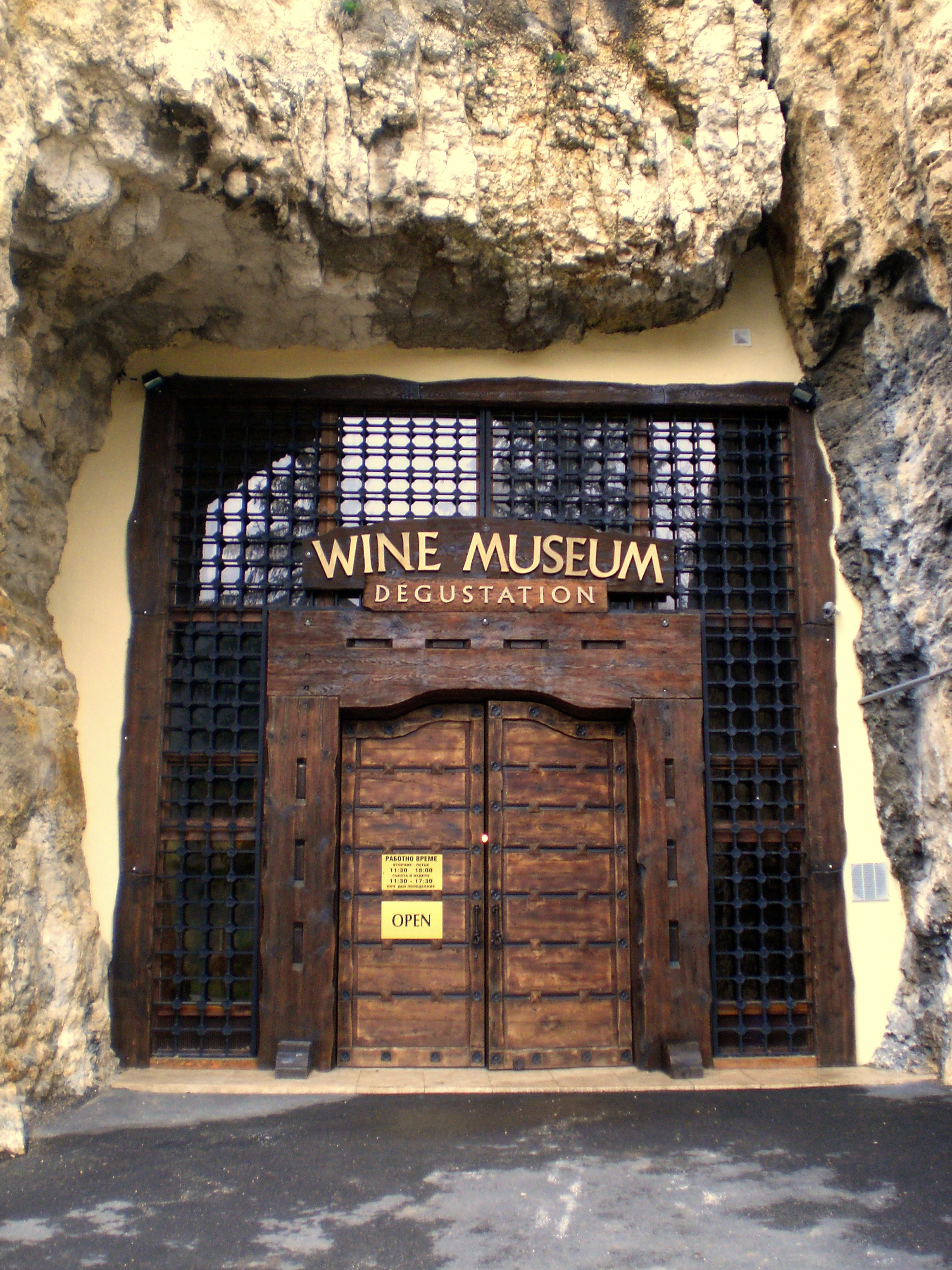
Entrée du Musée du vin à Pleven

### Bulgarie
- Musée du vin à Pleven. Ouvert depuis le 17 septembre 2008, dans une grotte, il a été le résultat d'une collaboration entre la Bulgarie et des architectes français. La grotte qui abrite le musée dispose de cinq salles et a une superficie totale de 650 m2. Les collections du Musée comprennent plus de 6 000 bouteilles de vin bulgare de toutes les régions viticoles du pays. Elles sont disponibles à la dégustation et à l'achat. Le musée possède aussi la plus grande collection de Bulgarie de vieux millésimes allant de 30 à 90 ans avec plus de 7 000 vins[6].

### Espagne
- Musée du vin de Ronda[7].
- Musée de la Culture du vin à La Rioja[8].
- Musée del Castillo de Peralada (collection de bouteilles), à Peralada.
- Musée du Vin, à Vilafranca del Penedès (Catalogne)
- Musée Codorníu, dans les grottes des domaines Codorníu, à Sant Sadurní d'Anoia, comarque d'Alt Penedès, province de Barcelone, en Catalogne[9].

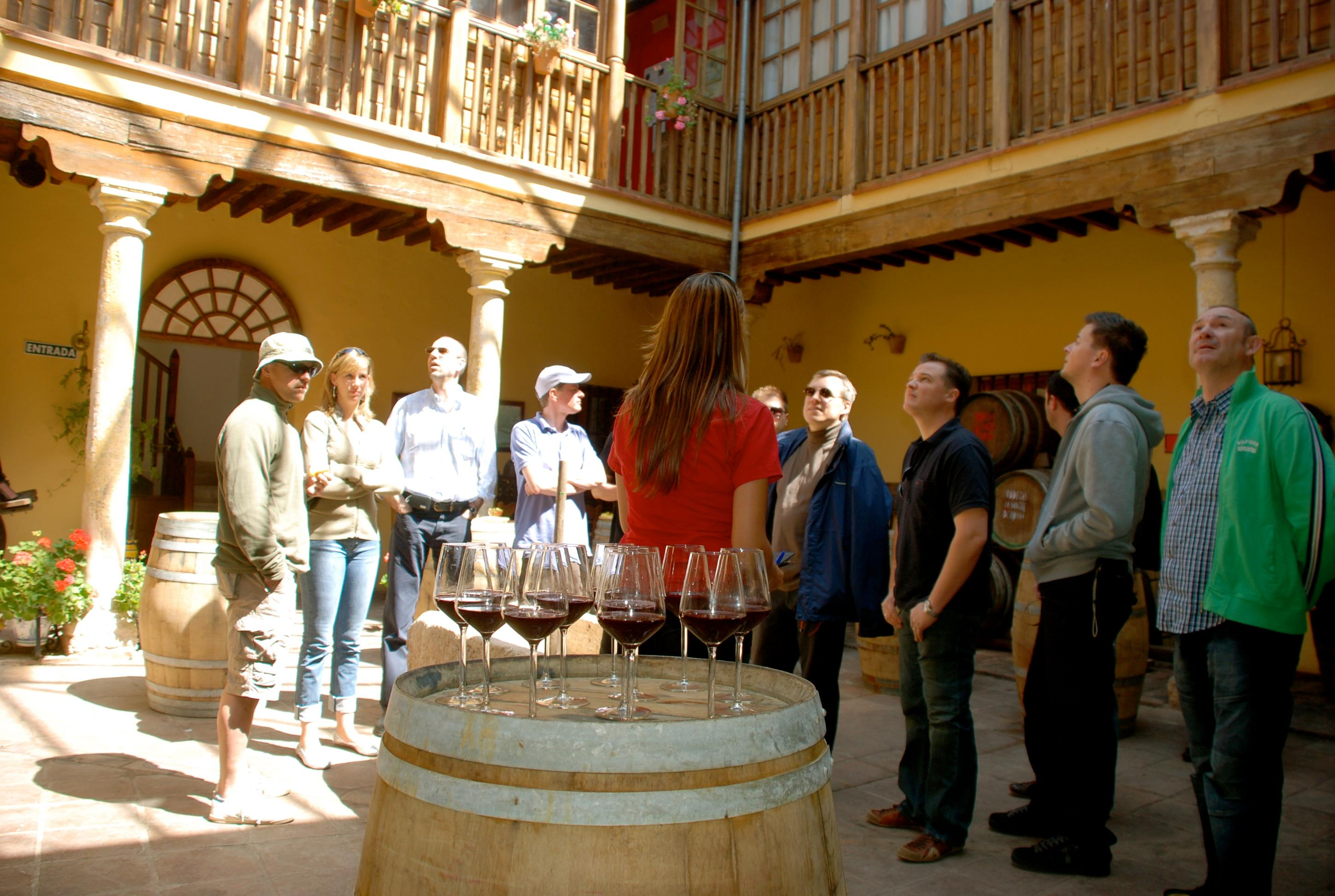
Patio du Museo del vino de Ronda.
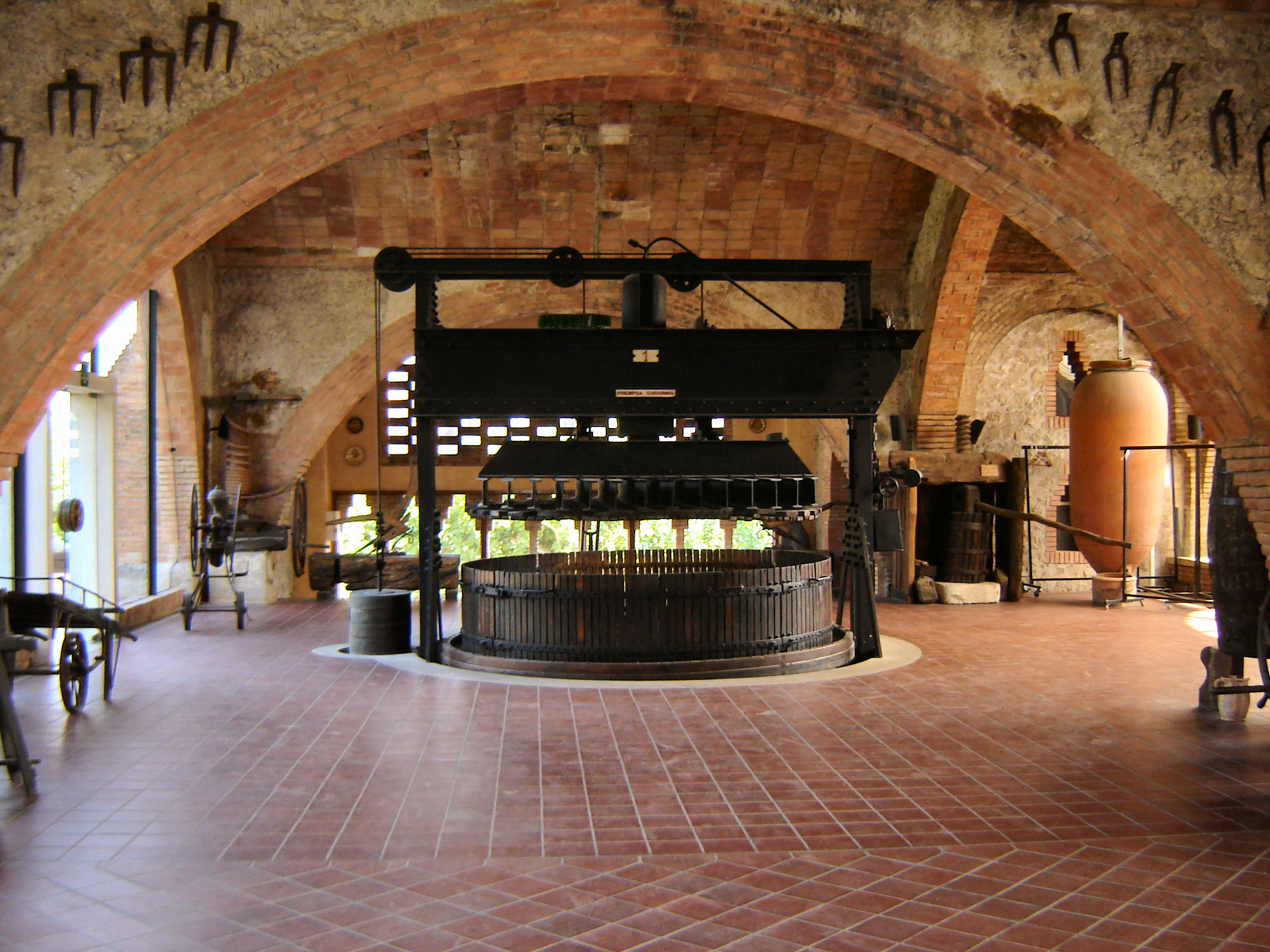
Musée Codorníu, Sant Sadurní d'Anoia.

### France

#### Alsace
- Musée Unterlinden, à Colmar (Haut-Rhin). Reconstitution d'un cellier alsacien[1].
- Musée du vieil Armand
- Musée du vignoble et des vins d'Alsace, Château de la Confrérie de Saint-Étienne à Kientzheim (Haut-Rhin)[1].

#### Aquitaine

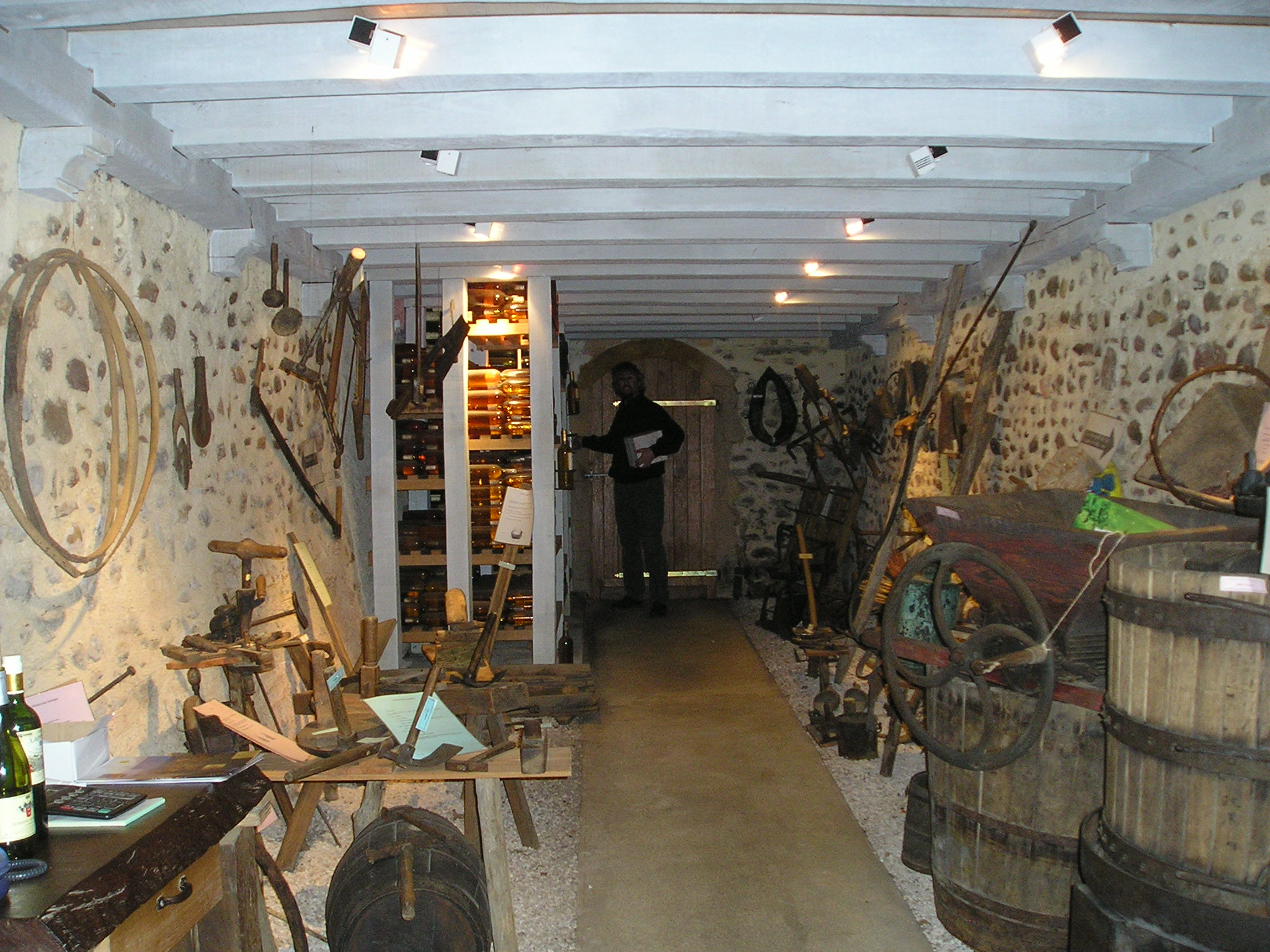
Musée du vin du Clos Lapeyre à Jurançon.

- Musée du vin et de la batellerie à Bergerac (Dordogne)[10].
- Maison du Fleuve et du Vin à Port-Sainte-Foy-et-Ponchapt (Dordogne).
- Musée de la vigne et du vin, Chai de Lardimalie, Saint-Pierre-de-Chignac.
- Musée de la vigne et du vin dans les chais victoriens du Château Loudenne, à Saint-Yzans-de-Médoc (Gironde). Découverte des outils anciens de la vigne.
- Musée du vin et du négoce de Bordeaux - Cellier des Chartrons, Bordeaux.
- Musée du vin dans l'Art, au château Mouton Rothschild, à Pauillac.
- Petit musée du vin, au Clos Lapeyre, à Jurançon.
- Musée du vin et de la vigne du château Lagueloup, à Portets[11].

#### Auvergne
- Musée de la vigne et du vin, à Aubière (Puy-de-Dôme)

#### Bourgogne

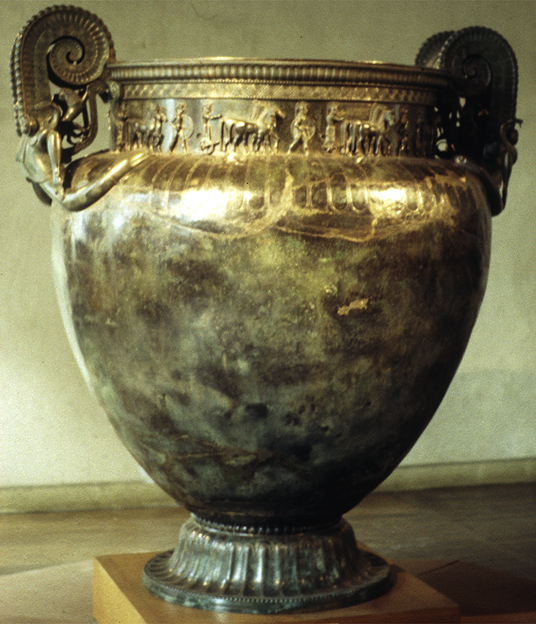
Le cratère de Vix.

- Musée du vin de Bourgogne, à Beaune (Côte d'Or). Collection d'André Lagrange complétée en permanence.
- Musée archéologique, à Châtillon-sur-Seine (Côte-d'Or). Présentation du cratère de Vix, grand vase vinaire de l'Antiquité grecque.
- Mini-musée de la vigne et du vin, à Autun (Saône-et-Loire)
- Hameau du Vin à Romanèche-Thorins[12] (Saône et Loire)

#### Centre
- Musée de la vigne et du vin d'Anjou, à Saint-Lambert-du-Lattay (Maine-et-Loire)
- Musée des vins de Touraine, Celliers Saint-Julien, à Tours (Indre-et-Loire)

#### Champagne-Ardenne
- Musée du vin et du champagne, à Trélou-sur-Marne (Aisne)[13].
- Musée du vin de Champagne et d'Archéologie régionale, à Épernay (Marne).
- Musée de la vigne et du vin, au Mesnil-sur-Oger (Marne), présenté par le champagne Launois Père et Fils.
- Musée de la vigne et des métiers de Voisey (Haute-Marne).
- Musée de la vigne et du vin de Rizaucourt et Argentolles (Haute-Marne).
- Musée de la vigne et du vin au phare de Verzenay, initialement construit en pleine montagne de Reims dans un but publicitaire par une maison de Champagne. Il a ouvert ses portes depuis 3 octobre 1999[14].

#### Corse
- Musée de la vigne et du vin, à Aléria. Musée privé.

#### Franche-Comté
- Musée de la vigne et du vin du Jura, château Pécauld[15],
- Maison du vigneron, à Lods (Doubs)[15].

#### Île-de-France

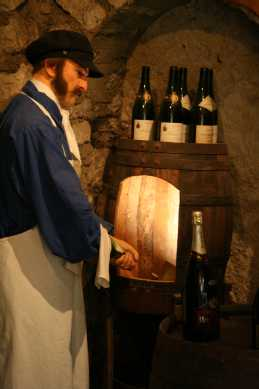
Scène de dégorgeage du champagne au musée du vin de Paris.

- Musée du vin, caveau des Échansons, à Paris dans le 16e arrondissement.

Situé dans d'anciens celliers, il témoigne du patrimoine français à travers une collection d'objets et d'outils se rapportant au travail de la vigne et à l'élaboration du vin. Réhabilités après 1950, les anciens celliers du couvent des Minimes servirent un temps de caves au restaurant de la Tour Eiffel avant de devenir le Musée du Vin, propriété depuis 1984 du Conseil des échansons de France. Cette confrérie, créée en 1954, a pour vocation de défendre et de promouvoir les meilleures appellations viticoles des terroirs de France,.

#### Languedoc-Roussillon

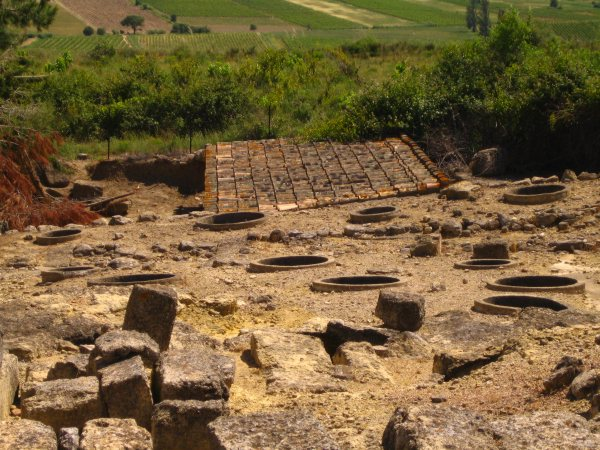
Vue des dolia du site d'Ensérune, à l'entrée du musée.

- Cité de la vigne et du vin à l'INRA de Pech Rouge, Gruissan (Aude).
- Musée des Émile vignerons, Domaine Castan[17], à Cazouls-lès-Béziers (Hérault).
- Musée de la vigne et du vin, face à la gare, à Lézignan-Corbières (Aude)[15].
- Amphoralis : musée archéologique du site de l'atelier de poterie antique de Sallèles-d'Aude (Aude). Musée ouvert depuis décembre 1992 sur le site où ont été découverts dix-sept fours de potiers qui ont été en fonction successivement durant trois siècles, produisant amphores, tuiles, briques, canalisations, vaisselle et lampes à huile. Une habitation du village gallo-romain a été reconstruite à l'identique[18],[19].
- Musée de la vigne et des outils, château Boissy d'Anglas, à Gallician (Gard).
- Musée du Biterrois, Caserne Saint-Jacques, à Béziers (Hérault)[15].
- Musée archéologique d'Ensérune à Nissan-lez-Ensérune (Hérault). Résultat des fouilles de cette ancien emporion phocéen avec une exceptionnelle présentation d'œnochoés (pichets à vin), de kylix et d'amphores viniques[20].
- Musée d'archéologie sous-marine de la Clape au Cap d'Agde (Hérault). Œnochoés, amphores, cratères à vin, etc.
- Musée du vin, château de l'Engarran, à Laverune (Hérault)[15].
- Musée de la Maison romane, à Saint-Gilles-du-Gard (Gard)[15].
- Musée de la tonnellerie animée, à Vergèze (Gard)[15].

#### Limousin
- Musée de Meymac-près-Bordeaux à Meymac (Corrèze)

#### Midi-Pyrénées
- Musée de l’Armagnac à Condom (Gers)
- Musée de la vigne et du vin de Gaillac (Tarn)

#### Normandie
- Musée Le Secq des Tournelles (section du tire-bouchon), à Rouen, (Seine-Maritime)

#### Pays de Loire
- Musée du vignoble nantais, à Le Pallet[21].
- Musée de la vigne, à Lhomme[21].
- Musée de la vigne et du vin d'Anjou, à Saint-Lambert-du-Lattay
- Musée des boissons et de la sommellerie, à Ste-Gemmes-sur Loire

#### Poitou-Charente
- Musée d'Art et d'Histoire, à Cognac (Charente)[21].
- Musée des Arts du Cognac, à Cognac (Charente)[21].
- Musée des Alambics - Écomusée du Hameau de Pirelonge, à Saint-Romain-de-Benet[22] (Charente-Maritime)
- Écomusée du Cognac, à Migron (Charente-Maritime)[21].

#### Provence-Alpes-Côte d'Azur
- Écomusée de la vigne et du vin à Pierrevert
- Musée de la vigne et du vin à Contes (Alpes-Maritimes)
- Musée, place du Puits Neuf, à Istres (Bouches-du-Rhône). Collections d'amphores et différents objets vinaires recueillis dans les épaves du golfe de Fos.
- Musée Robert Cheylan, Collection d'outils vignerons au château Virant, à Lançon-Provence[21].
- Musée des docks romains, à Marseille (Bouches-du-Rhône). Édifice construit pour abriter et protéger les découvertes des jarres à vin de l'entrepôt portuaire.
- Exposition universelle des vins et spiritueux à l'île de Bandor, Bandol (Var)[21].
- Musée de la vigne et du vin du domaine de Ray-Jane, à Plan-du-Castellet (Var)[21].
- Musée vigneron à la cave Saint-Marc, Caromb (Vaucluse)[21].
- Musée du vin de la maison Brotte, à Châteauneuf-du-Pape (Vaucluse)[23]
- Musée français du Tire-Bouchon, à Ménerbes (Vaucluse)[24]
- Musée du vigneron, domaine de Beaurenard, à Rasteau (Vaucluse). Une collection d'outils et de matériels liés à la vigne et au vin ainsi qu'une exposition de cartes postales anciennes sur le même thème[25].
- Musée des Arts et des Métiers du vin - Château Turcan à Ansouis (Vaucluse). Collection privée au cœur d'un domaine viticole. Présentation de plus de 3 000 objets exceptionnels dans des bâtiments récemment rénovés. Carré des pressoirs de 400 m2 et galerie des chefs-d’œuvre.

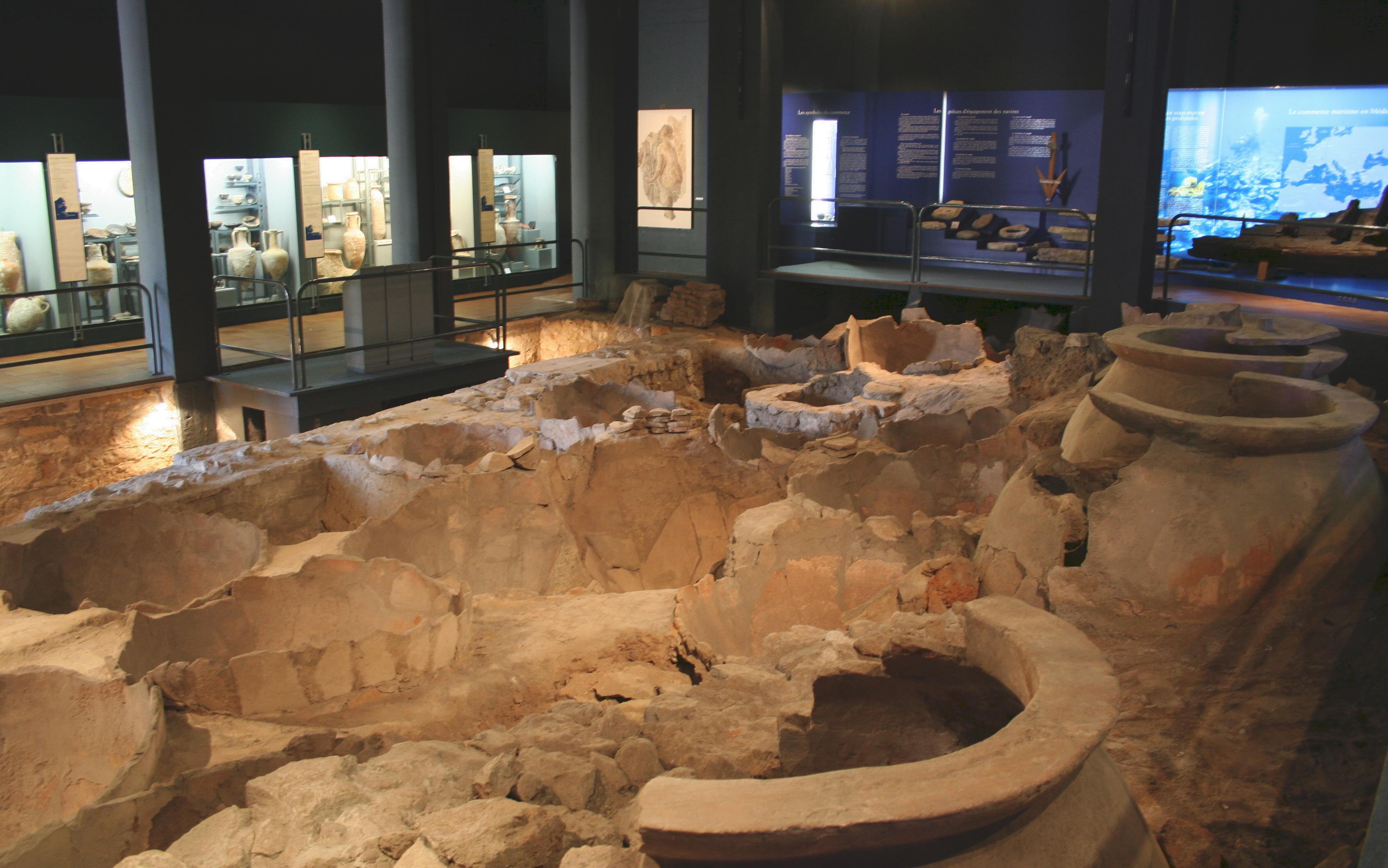
Vue du Musée des docks romains à Marseille.
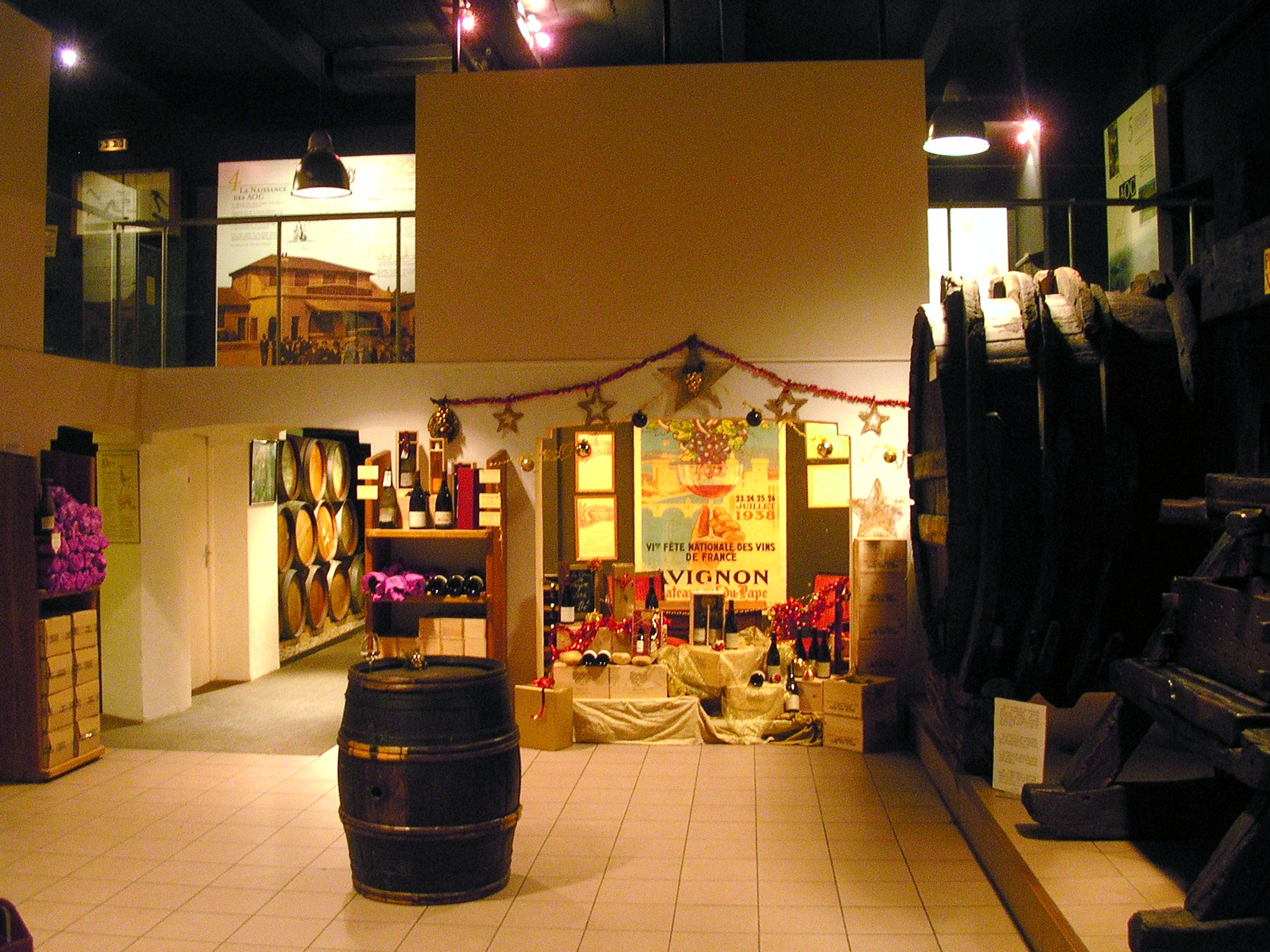
Musée du vin à Châteauneuf-du-Pape avec son foudre en châtaignier de 40 hl (XIVe siècle).
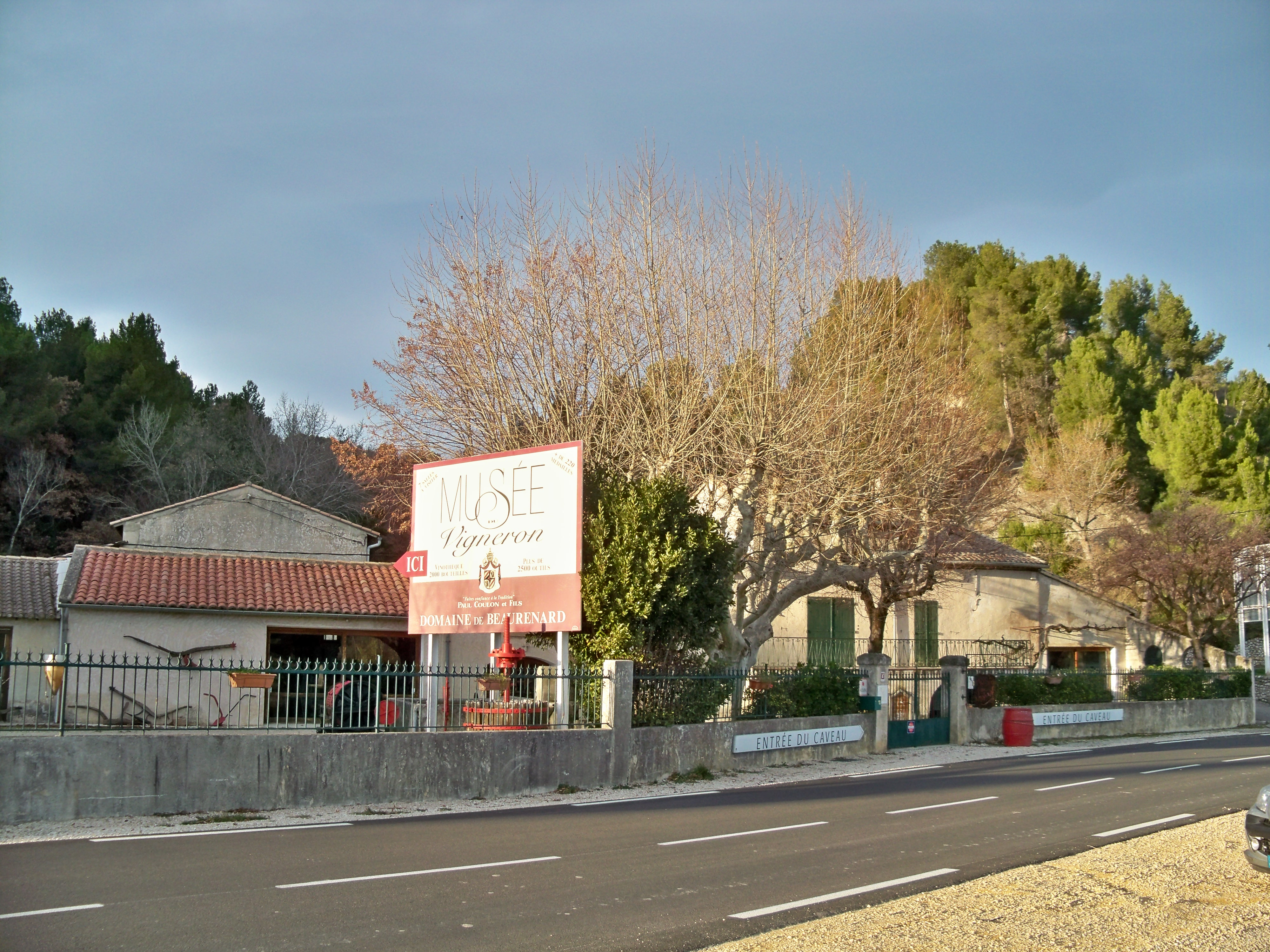
Musée du vigneron à Rasteau.
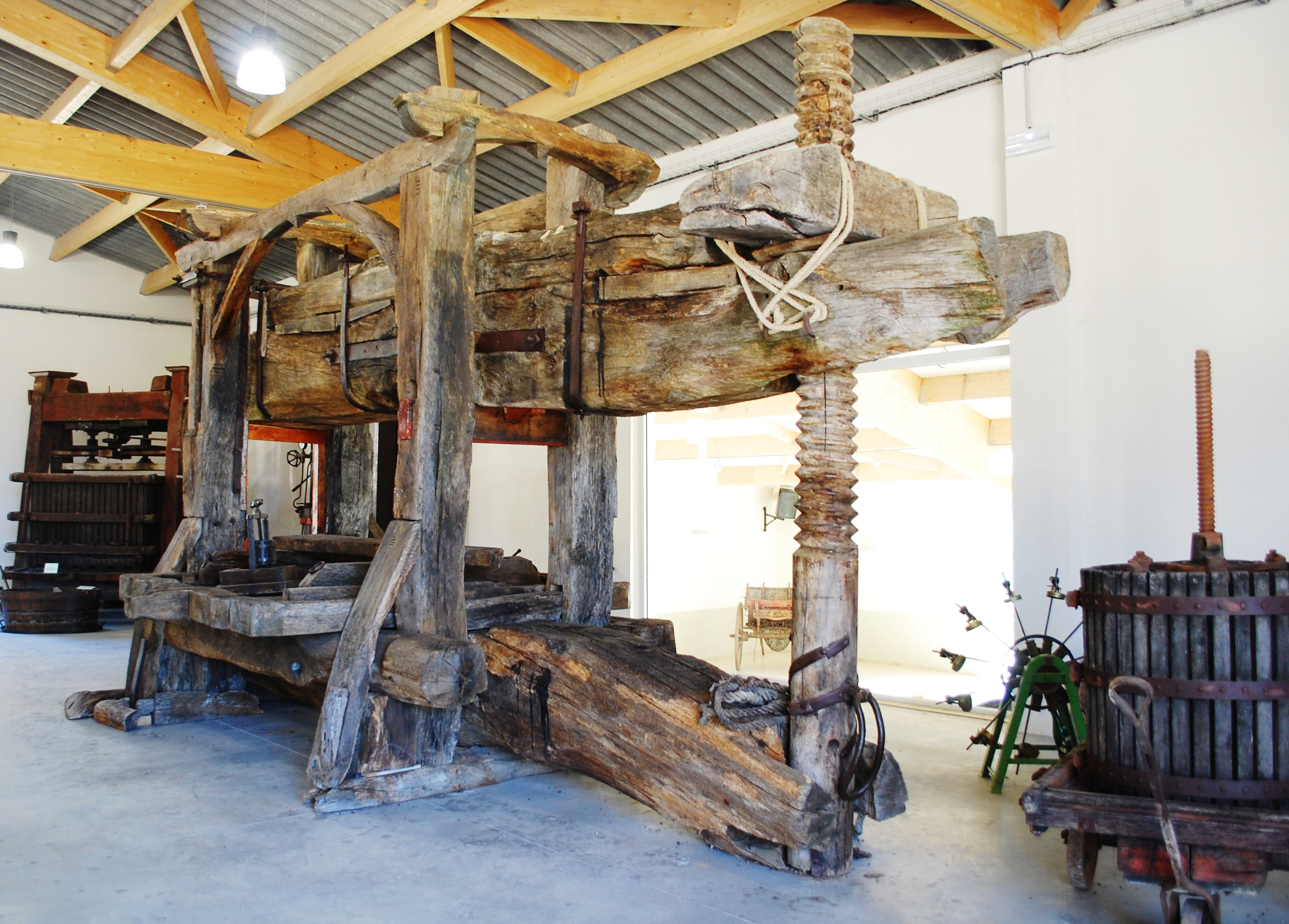
Pressoir à grand point au château Turcan.

#### Rhône-Alpes

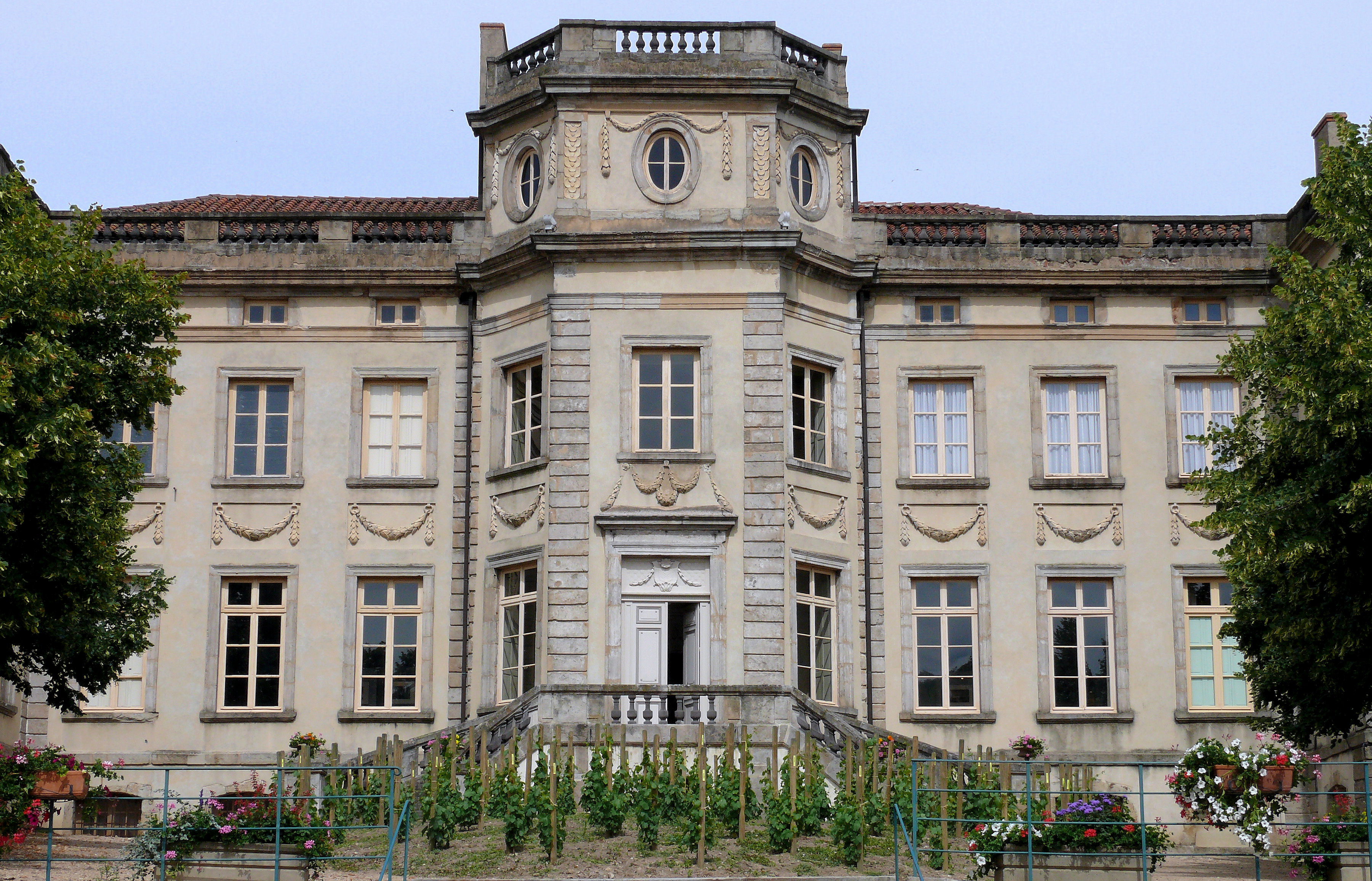
Le château de Chabert - musée des Vignerons du Forez à Boën-sur-Lignon.

- Musée des traditions vigneronnes, situé à Vongnes (Ain).
- musée de la vigne de Vaux-en-Bugey.

- Musée Vinimage, à Ruoms (Ardèche).
- Le Vineum Paul Jaboulet aîné, à Châteauneuf-sur-Isère (Drôme). Présentation des vins de la région de la vallée du Rhône.
- Musée des vignerons du Forez, situé à Boën-sur-Lignon. Consacré aux Côtes-du-forez.
- Les Sources du Beaujolais à Beaujeu (Rhône)
- Le Pôle œnologique du Château de Bel-Air à Saint-Jean-d'Ardières (Rhône)
- Musée régional de la vigne et du vin à Montmélian (Savoie)

### Grand-duché de Luxembourg
- Musée et Maison du vin à Ehnen

### Grèce
- Koutsoyannopoulos Wine Museum, à Santorin[26].

### Italie
- Le Musée Martini de l'histoire de l'œnologie, à Pessione, hameau de Chieri. Ce musée archéologique et vinaire présente des objets relatifs à la vigne et au vin de l'Égypte des pharaons au XVIIIe siècle ;
- Musée de la vigne et du vin, à Donnas ;
- Le Musée du vin de Ciliverghe, hameau de Mazzano ;
- Il Museo Contadino, à Cassego-Scurtabo, hameau de Varese Ligure.

### Portugal
- Museu do Vinho dos Biscoitos dans l'île de Terceira, Açores. Il a été fondé en 1990 dans la maison rurale de Francisco Maria Brum, qui descendait d'une famille de producteurs de vin. Le musée est aussi le siège de la Confrérie des vins Verdelho, dont l'objectif est la promotion et la préservation de la qualité de verdelho ainsi que les vins produits dans les Açores[27].
- Museu do Vinho do Porto. Il a été inauguré en 2004 dans un bel immeuble du XVIIIe siècle  sur les rives du Douro, dans un ancien entrepôt de vin qui a servi ensuite de lieu de stockage aux douanes. Le musée vise à faire connaître l'histoire et l'importance du commerce des vins de Porto, l'activité commerciale qu'ils ont initié, la région de production, la ligne ferroviaire du Douro, les rabelos, l'évolution de la bouteille, etc[28].
- Museu do Vinho, à Macao. Il est situé dans le centre touristique de l'ancienne ville portugaise, et présente ce qui a trait à la culture de la vigne et à l'élaboration du vin (outils, matériels de vinification, fûts et tonneaux). Les visiteurs majeurs peuvent y déguster du vin.

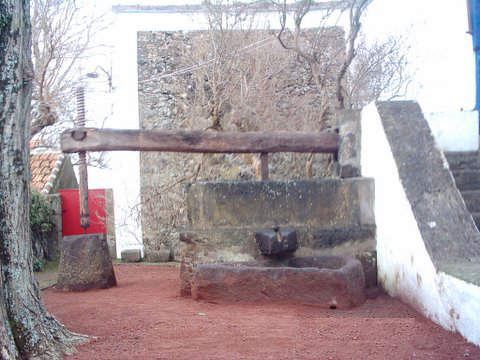
Pressoir du Museu do Vinho dos Biscoitos.
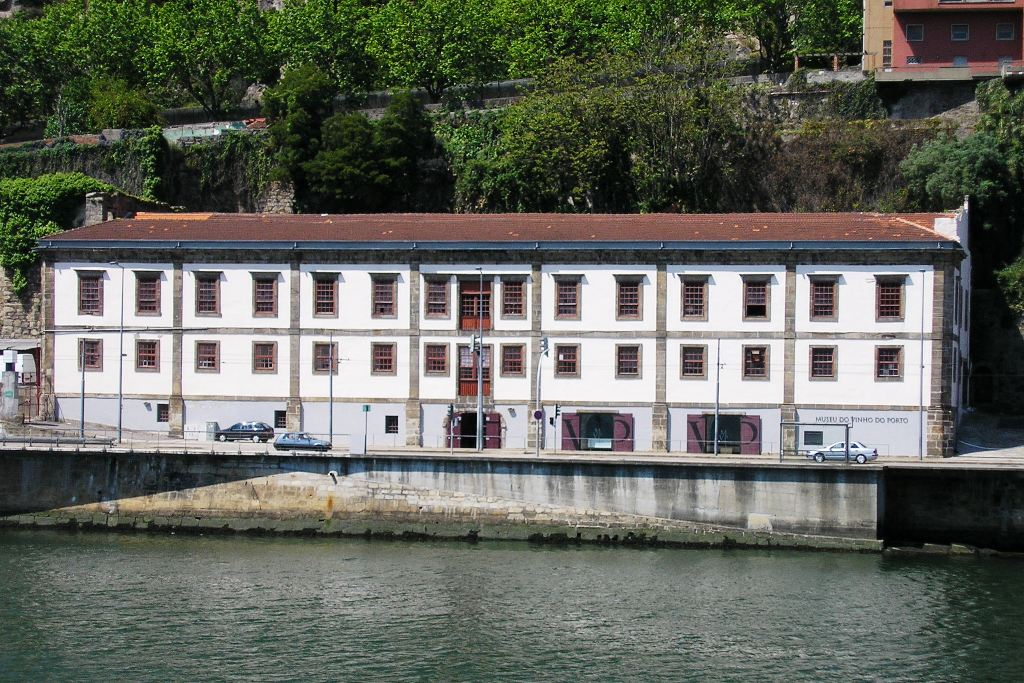
Musée du vin de Porto sur les rives du Douro.
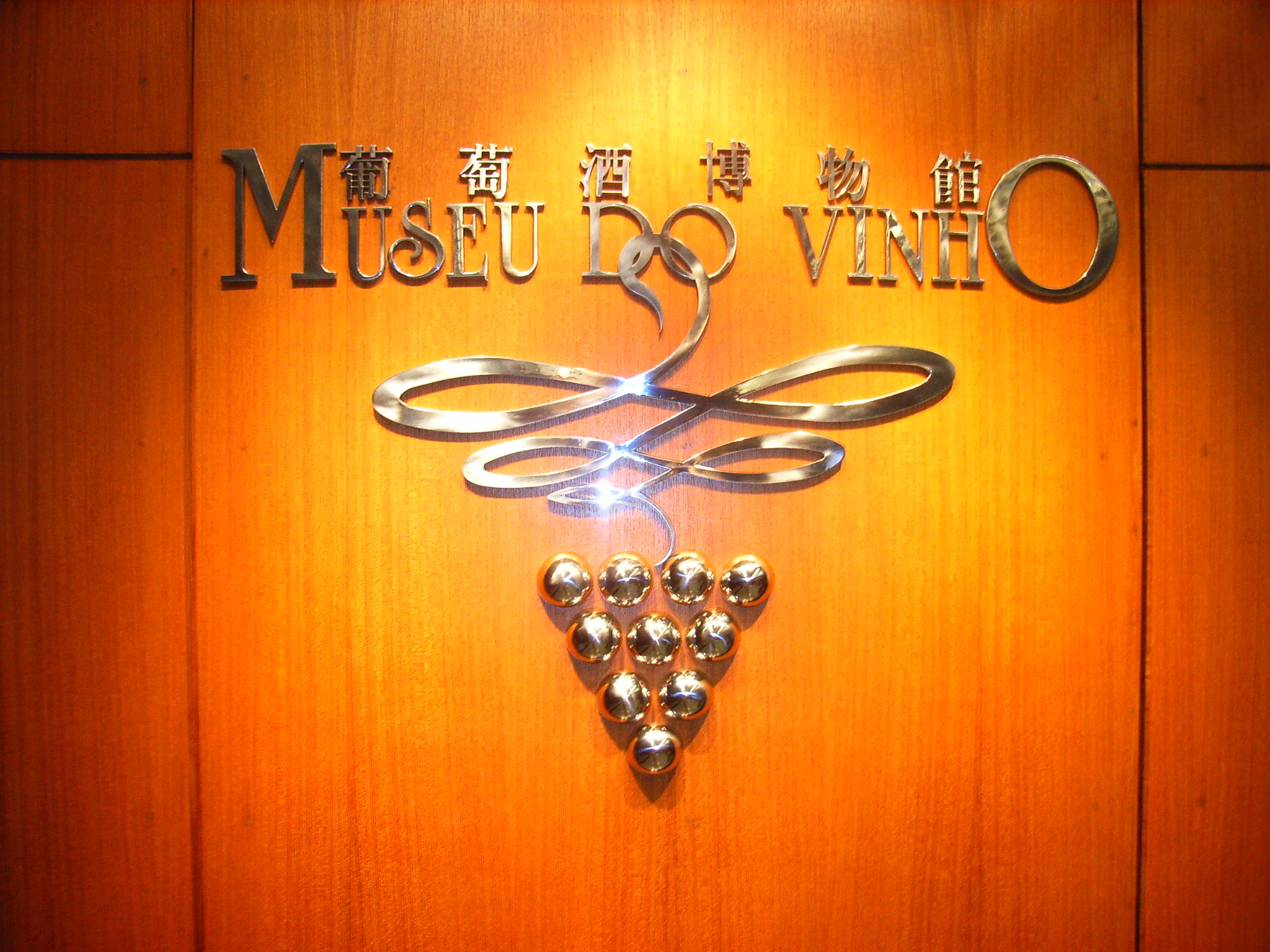
Entrée du Museo do Vinho à Macao.

### Pays-Bas
- Musée du vin à Arnhem.

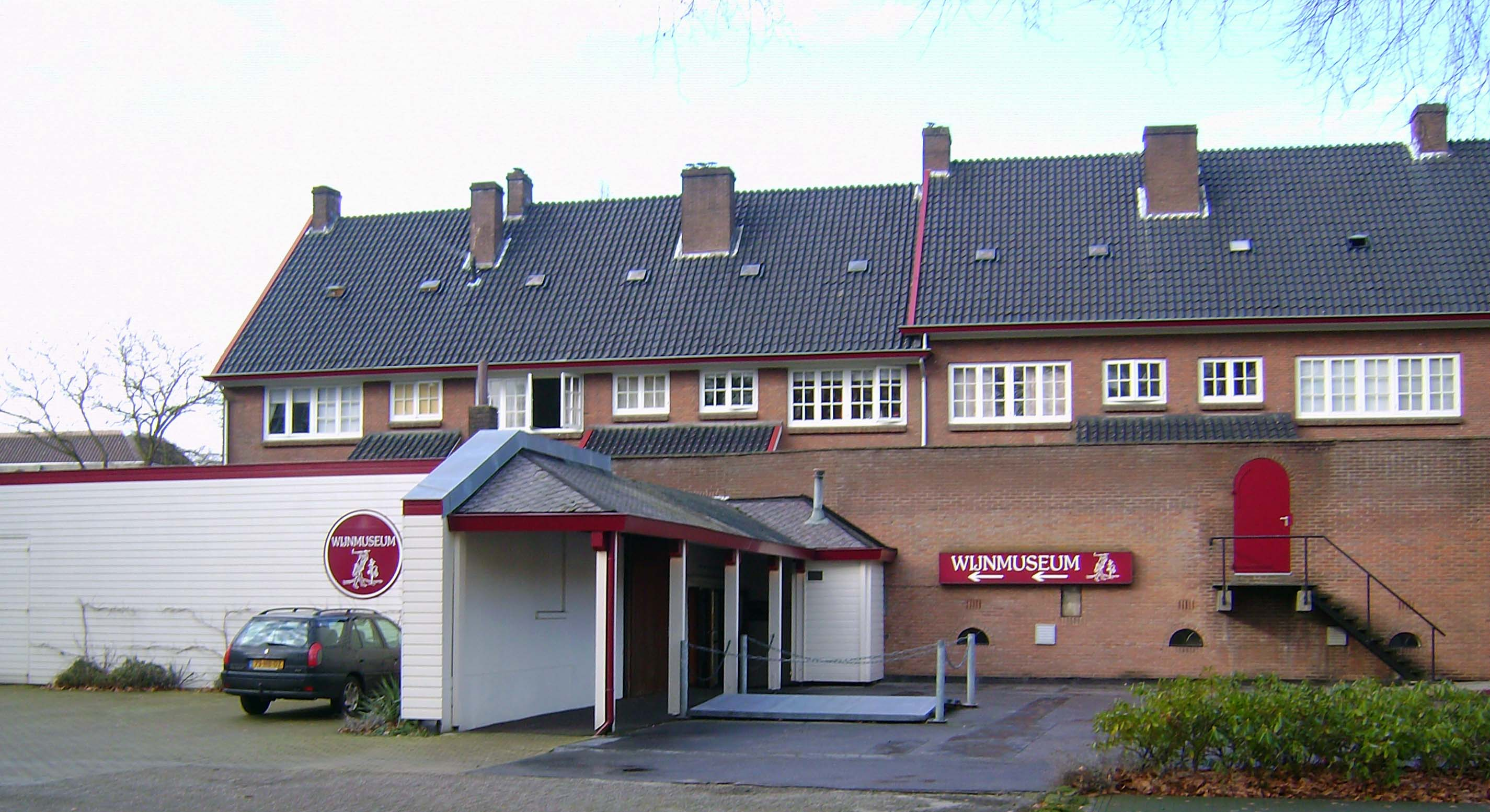
Musée du vin à Arnhem.

Musée du Vin, à Arnhem. Il a été inauguré le 28 avril 1983 et a trouvé place dans les caves de l'ancienne maison de négoce en vin Robbers et Van den Hoogen. L'exposition fait découvrir tout ce qui a trait au travail de la vigne et du vin (vendanges, pressurage, fermentation et mise en bouteille). Une vitrine est consacrée aux tire-bouchons et une salle expose bouteilles et fûts de xérès signés par des Néerlandais célèbres.

### Suisse

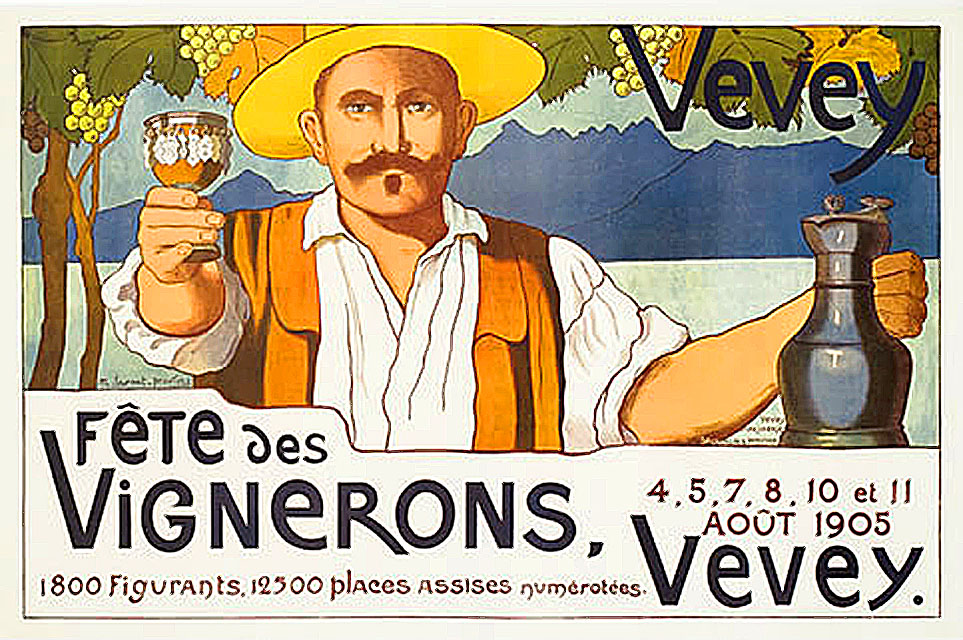
Affiche annonçant la fête des vignerons de Vevey en 1905.

- Musée de la vigne et du vin, à Boudry
- Musée valaisan de la vigne et du vin, château de Villa à Sierre
- Musée valaisan de la vigne et du vin, avec deux lieux d'exposition, un Espace Vin au Château de Villa à Sierre et un Espace Vigne dans la Maison Zumofen à Salgesch[29].
- Musée vaudois de la vigne et du vin, Aigle, canton de Vaud
- Musée du Fornet-Dessus à Châtelat
- Musée romain, à Nyon. Présentation d'amphores viniques dont certaines en provenance de Fréjus.
- Musée de la Confrérie des vignerons, à Vevey. Il est ouvert dans le château' confortable maison du XVIe siècle devenue la propriété de la Confrérie. Le public a accès à la salle de réunion du Conseil de la Confrérie, située au premier étage, ainsi qu'aux vitrines où sont exposés costumes, gravures et objets liés aux anciennes fêtes des vignerons. Un auditorium permet de visionner des extraits de films tournés lors de ces fêtes depuis le début du XXe siècle. Ce bâtiment abrite également les collections du Musée historique[30].

## Afrique

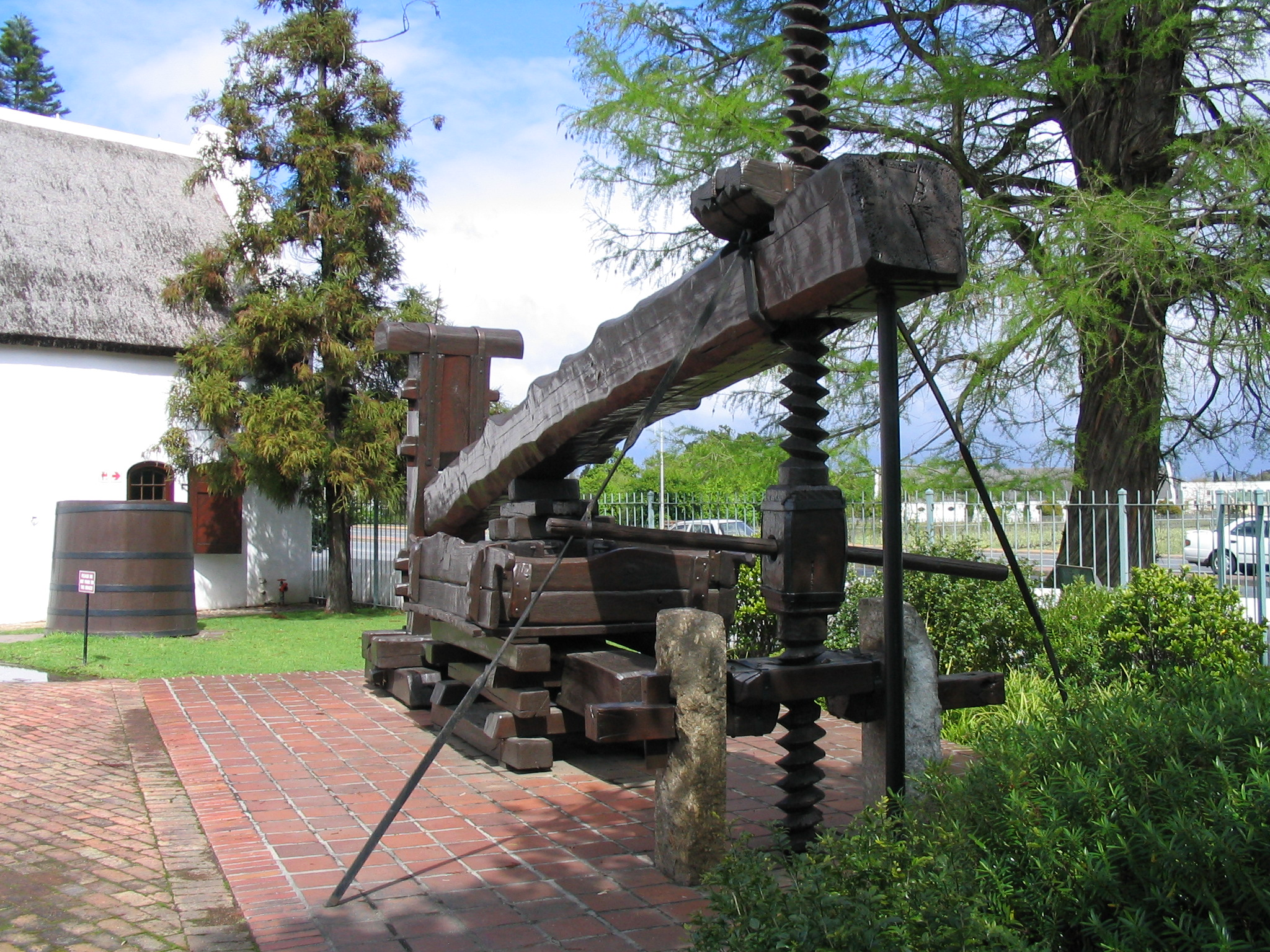
Pressoir du Stellenryck Wijn Museum à Stellenbosch.

### Afrique du Sud
- Musée du vin (Stellenryck) à Stellenbosch. Il a été installé dans l'une des plus anciennes maisons de la ville puisque sa construction remonte au XVIIIe siècle. Son objectif est de renseigner ses visiteurs sur les méthodes de vinification utilisées alors par les premiers colons français et hollandais.

## Asie
- Wine Museum à Osaka

## Amérique

### Amérique du Nord

#### Canada
- Okanagan Wine And Orchard Museum, à Kelowna.

#### États-Unis
- The California wine museum à Petaluma en Californie[31].

### Amérique du Sud

#### Argentine

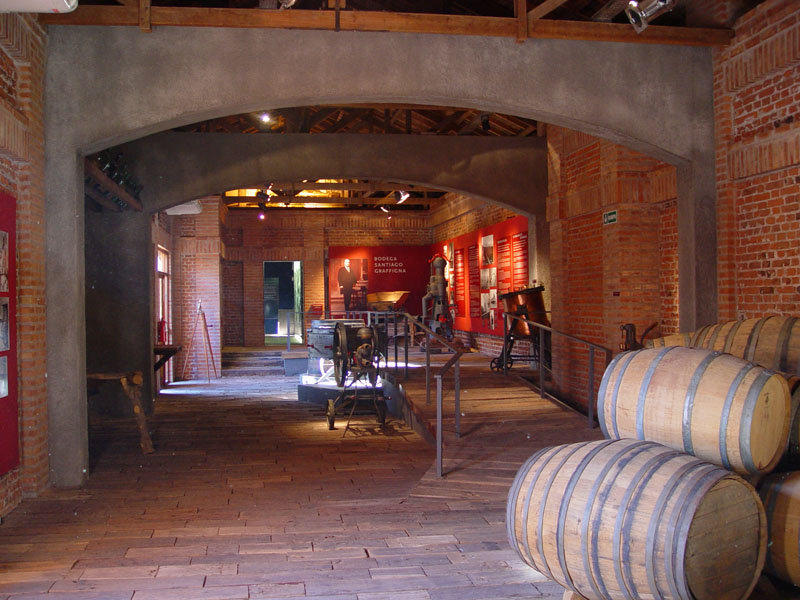
Musée de la Bodega Graffigna
(province de San Juan).

- Le Musée du vin Santiago Graffigna est situé dans la Valle del Tulum, Province de San Juan. Il appartient à la famille Graffigna qui possède des vignes sur ce terroir depuis 1870. La création du musée est plus récente, il a été construit au cours de l'année 2002 et inauguré en novembre 2003. Le musée dispose de nombreuses archives photographiques et sonores. Un auditorium a été installé dans une cave où se trouvaient les anciens pressoirs. La visite se termine au Bar à Vins pour déguster la production du domaine[32]

#### Uruguay
- Museo de la Uva y el Vino à Las Piedras.

## Océanie

### Nouvelle-Zélande
- Musée du vin à Blenheim, orienté sur le Vignoble de Marlborough.

### Australie
- Musée du vin à Adélaïde, orienté sur le Vignoble de la Barossa Valley.